# قرد مصري
القرد المصري (تسمية ثنائية:Aegyptopithecus) هو جنس منقرض من الرئيسيات ويعتبر عينة أحفورية مبكرة تسبق الافتراق بين البشرانيات وأشباهها وسعادين العالم القديم. وهو معروف من نوع واحد هو القرد المصري الزيوكسي Aegyptopithecus zeuxis الذي عاش قبل حوالي 38 مليون سنة في الجزء الأول من الفترة الضُحَوِيّة. من المحتمل أنها تشبه سعادين العالم الجديد في العصر الحديث وكانت تقريبًا بنفس حجم سعدان العواء الحديث الذي يبلغ طوله حوالي 56 إلى 92 سم. تم العثور على حفريات القرد المصري في تشكيل جبل قطراني (جبل قطراني) في مصر الحديثة. يُعتقد أن القرد المصري من النسناسيات نازلة الأنف القاعدية وهو صلة حاسمة بين أحافير فترة الإيوسين وفترة الميوسين.
أصبح القرد المصري الزيوكسي واحدًا من أشهر الرئيسيات المنقرضة بناءً على بقايا قحفية وما بعد الجمجمة.
- رتية الرئيسيات
  - دون رتبة نسناسيات نازلة الأنف
    - فوق فصيلة قريبات قردة البليوسين الأولية
      - فصيلة قردة البليوسين الأولية[3]
        - جنس القرد المصري
          - القرد المصري الزيوكسي

        - جنس قرد الأوليغوسين
          - قرد الأوليغوسين السافاجي

        - جنس قرد البليوسين الأولي
          - قرد البليوسين الأولي الأنكلي
          - قرد البليوسين الأولي
          - قرد البليوسين الأولي الهاكلي